# فريديريك كون
فريديريك كون (بالفرنسية: Frédéric Kuhn)‏ هو منافس ألعاب قوى فرنسي، ولد في 10 يوليو 1968 في جينيفيرس في فرنسا.

## وصلات خارجية
- فريديريك كون على موقع الاتحاد الدولي لألعاب القوى (الإنجليزية)
- فريديريك كون على موقع الاتحاد الفرنسي لألعاب القوى (الفرنسية)
- فريديريك كون على موقع أوليمبيديا (الإنجليزية)